# Pediarcha
Pediarcha là một chi bướm đêm thuộc họ Noctuidae.